# クイーンオリーブ
クイーンオリーブは新岡山港（岡山県岡山市）と小豆島・土庄港（香川県土庄町）の航路に就航していた高速船。

## 概要
「くいんおりいぶ」の代船として三保造船所 (大阪府)で建造され、1981年11月に新岡山 - 小豆島（土庄）航路に就航した。
2007年、旅客減少と燃料高騰のため、より小型の「レットスターI」（両備ホールディングス傘下の国際フェリー所属）と交代して引退、2009年には航路も休止となった。

### 就航航路
両備運輸
- 新岡山港 - 土庄港（小豆島）

本船および同型船の「プリンセスオリーブ」、予備船の「マーメイドオリーブ (2代)」が就航していた。

## 設計
三保造船所が建造した高速旅客船としては例外的な1層構造で、船室の前部に操舵室、中央に乗船口が設けられていた。同型船として「プリンセスオリーブ」が建造されている。